# Merlion

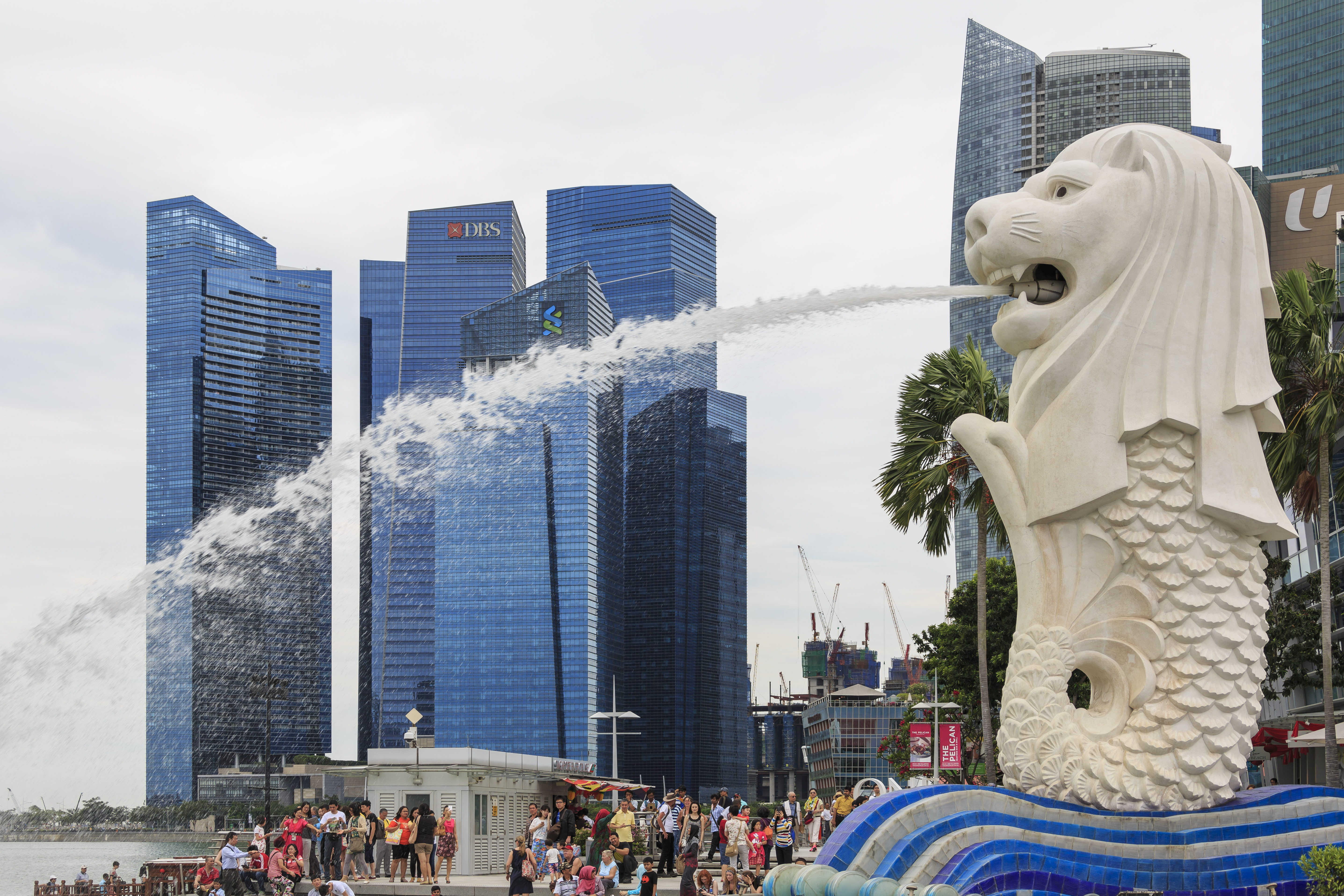
Il Merlion, simbolo di Singapore.

Il Merlion (in cinese 鱼尾狮S, yúwěishīP; in malese Harimau-Laut; in tamil கடல்சிங்கம்) è una statua con testa di leone e corpo di pesce, simbolo di Singapore.

## Origini
Il suo nome deriva dalla crasi delle parole mermaid (sirena) e lion (leone). Il corpo da pesce rappresenta le origini come villaggio di pescatori di Singapore quando ancora veniva chiamata "isola di Temasek" (letteralmente: "città del mare"). La testa di leone rappresenta invece il nome originale di Singapore, Regno di Singapura, che in sanscrito significa letteralmente "città del leone".
Il Merlion è stato disegnato per l'Ufficio del Turismo di Singapore nel 1964 da Alec Fraser-Brunner ed è stato utilizzato come logo dal 20 luglio 1966. Appare di frequente nei souvenir approvati dall'Ufficio del Turismo, che detiene ancora i diritti di utilizzo del Merlion.

## Statua originale

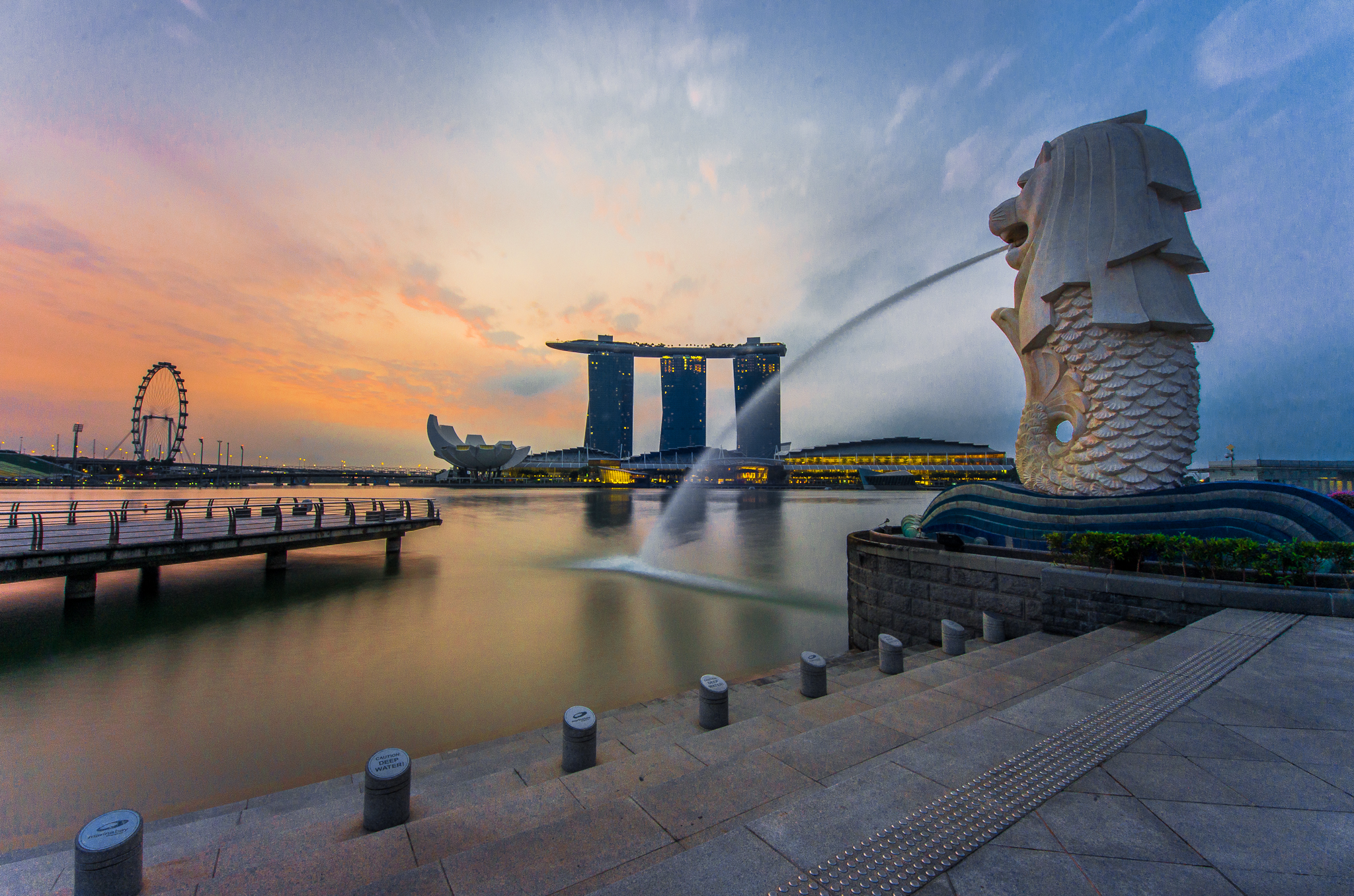
La statua originale del Merlion nel 2014 nel Merlion Park, con vista sulla Marina Bay.

Il 15 settembre 1972 è stata presentata dell'allora Primo Ministro Lee Kuan Yew, dopo essere stata scolpita dall'artigiano locale Lim Nang Seng. La statua originale del Merlion si trova alla foce del fiume Singapore, con il ponte Anderson come sfondo.
La statua originale è alta 8.6 metri e pesa 70 tonnellate.
Oltre alla statua ufficiale, Lim Nang Seng creò anche un piccolo "cucciolo" di Merlion alto due metri. Entrambi sono in cemento, intarsiati con piatti di porcellana e gli occhi del Merlion ufficiale sono due tazze da tè rosse.

### Ricollocamento

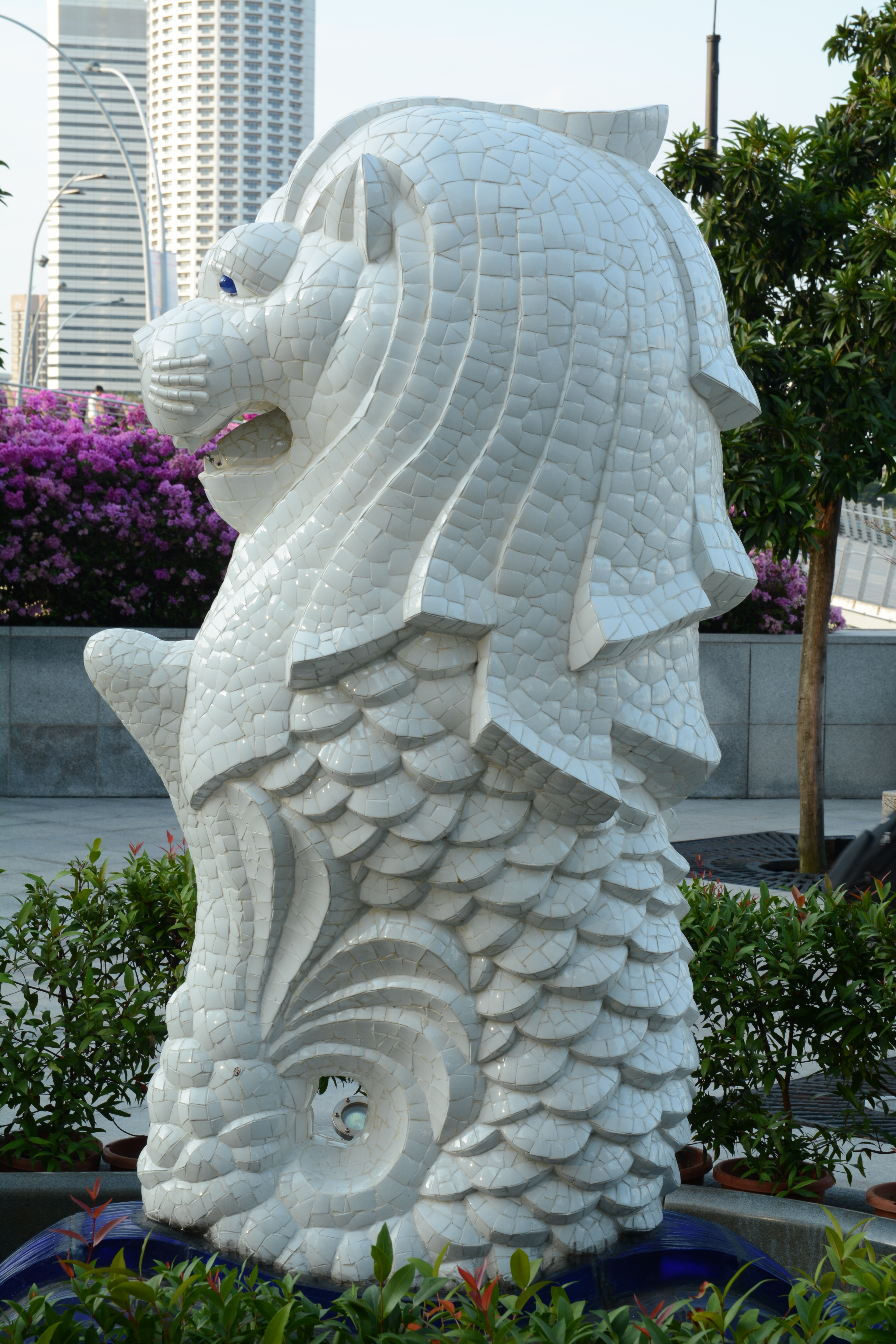
Merlion cucciolo.

Il completamento dell'Esplanade Bridge, nel 1997, bloccava la vista del Merlion dalla Marina Bay e, ormai, la statua non era più collocata sulla foce del fiume Singapore. Nel 2002 la statua originale ed il suo cucciolo furono ricollocati nel Merlion Park, posizionato su un promontorio artificiale (in modo da essere nuovamente sulla foce del fiume Singapore) davanti al Fullerton Hotel. La statua è stata allineata per guardare ad Est, direzione considerata da molti fortunata.
Esattamente 30 anni dopo la sua inaugurazione, l'ex Primo Ministro Lee Kuan Yew ritornò il 15 settembre 2002 per presentare nuovamente il Merlion nella sua nuova casa.
Un ponte è stato costruito sopra il fiume Singapore per permettere ai turisti di fotografare il Merlion sia di lato che di fronte.
Ricollocata, la statua ha nuovamente iniziato a spruzzare acqua dalla bocca; nel 1998, nella sua vecchia posizione, aveva smesso per via di un malfunzionamento della pompa.

### Danneggiamento
Il 28 febbraio 2009 il Merlion nel Parco Merlion è stato colpito da un fulmine. Il fulmine staccò alcuni pezzi dalla testa della statua.

## Altre statue Merlion

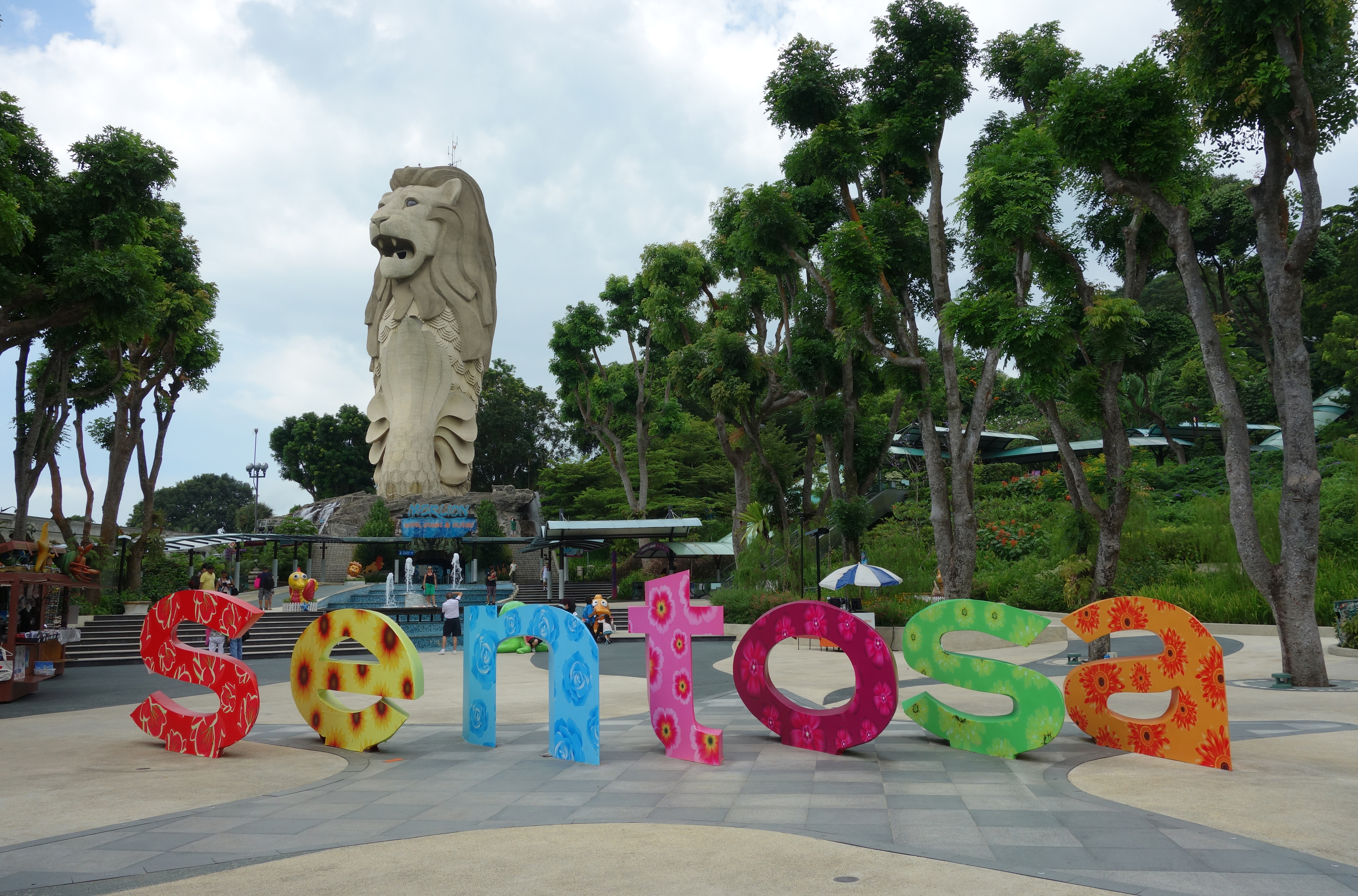
Il Merlion di Sentosa.

L'Ufficio del Turismo di Singapore riconosce solo cinque statue ufficiali del Merlion:
- La statua originale nel Merlion Park.
- Il "cucciolo" di Merlion, dietro la statua originale.
- Una replica gigante di 37 metri sull'isola di Sentosa, completata nel 1995. Disegnata e scolpita dall'artista australiano James Martin con cemento rinforzato con fibre di vetro sopra una struttura di ferro.[1][2]
- La statua di 3 metri in polimarmo vicino al Tourism Court, completata nel 1995.
- La statua di 3 metri in polimarmo situata sul Monte Faber, completata nel 1998.

Inoltre, un paio di Merlion sono stati costruiti dal comitato residenziale Ang Mo Kio nel 1999, all'entrata del parcheggio di Ang Mo Kio Ave 1.